# Malé Uherce
Malé Uherce (bis zum 19. Jahrhundert slowakisch auch „Malé Uhrovce“; ungarisch Kisugróc) ist eine Gemeinde in der West-Mitte der Slowakei mit 859 Einwohnern (Stand 31. Dezember 2024), die zum Okres Partizánske, einem Teil des Trenčiansky kraj, gehört.

## Geographie

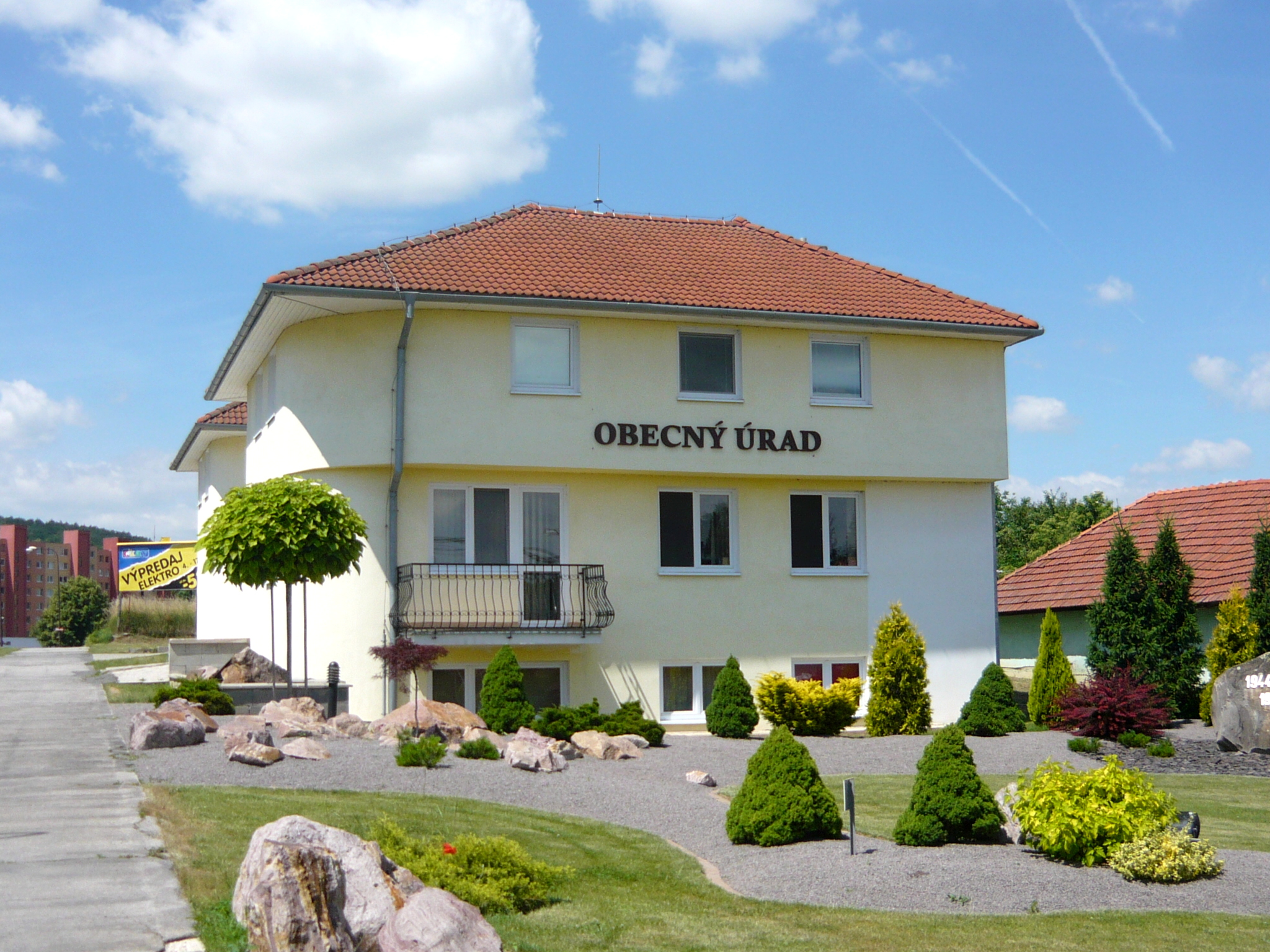
Gemeindeamt von Malé Uherce

Die Gemeinde befindet sich im südwestlichen Ausläufer des Talkessels Hornonitrianska kotlina unterhalb des südlich gelegenen Tribetzgebirges und am Fuße des 464 m n.m. hohen Bergs Šípok, am linken Ufer der Nitra. Das Ortszentrum liegt auf einer Höhe von 200 m n.m. und ist zweieinhalb Kilometer von Partizánske entfernt.
Nachbargemeinden sind Partizánske im Westen und Norden, Malé Kršteňany im Nordosten, Veľké Uherce im Osten und Südosten und Kolačno im Süden.

## Geschichte

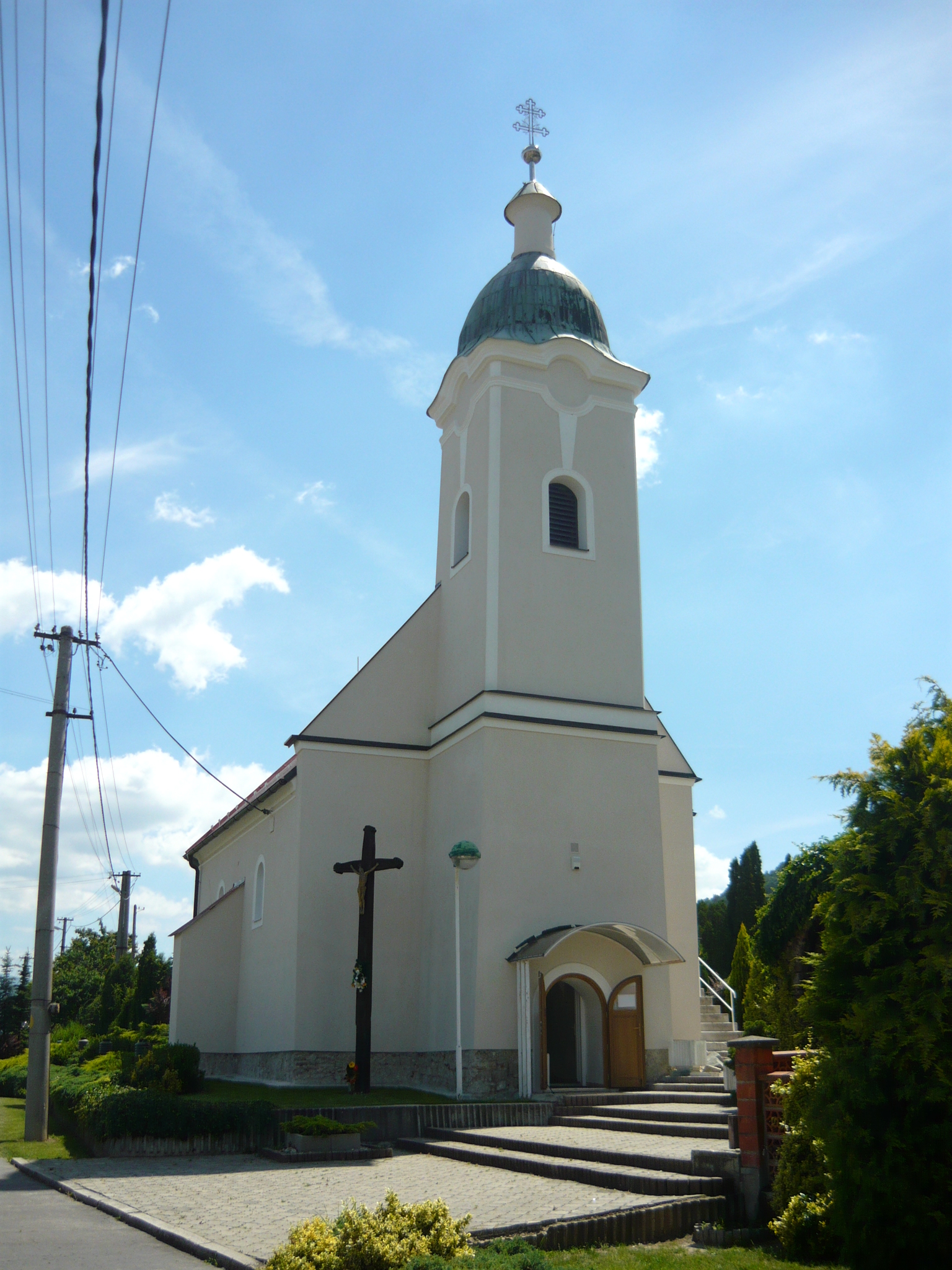
Annakirche im Ort

Malé Uherce wurde zum ersten Mal 1274 Vgrich schriftlich erwähnt und war ursprünglich ein durch königliche Diener bewohntes Dorf. 1388 war Malé Uherce Bestandteil des Herrschaftsgebiets der Burg Sivý Kameň, später erwarben die Familien Hunyadi und Lessenyei einen Teil der Ortsgüter. 1536 gab es 14 Porta, 1601 standen eine Mühle und 34 Häuser im Ort, 1720 wohnten 33 Steuerpflichtige hier, davon zwei Handwerker, 1828 zählte man 63 Häuser und 427 Einwohner, die als Landwirte beschäftigt waren.
Bis 1918 gehörte der im Komitat Bars liegende Ort zum Königreich Ungarn und kam danach zur Tschechoslowakei beziehungsweise heute Slowakei. Von 1971 bis 1994 war Malé Uherce Teil der Stadt Partizánske.

## Bevölkerung
| Jahr                | 1994 | 2004    | 2014    | 2024     |
| ------------------- | ---- | ------- | ------- | -------- |
| Anzahl der Personen | 698  | 728     | 715     | 859      |
| Unterschied         |      | +4,29 % | −1,78 % | +20,13 % |

| Jahr                | 2023 | 2024    |
| ------------------- | ---- | ------- |
| Anzahl der Personen | 853  | 859     |
| Unterschied         |      | +0,70 % |

Gemäß der Volkszählung 2011 wohnten in Malé Uherce 700 Einwohner, davon 684 Slowaken, fünf Tschechen und ein Magyare. 10 Einwohner machten keine Angabe zur Ethnie.
596 Einwohner bekannten sich zur römisch-katholischen Kirche, 10 Einwohner zur Evangelischen Kirche A. B., jeweils vier Einwohner zu den Brethren und zu den Siebenten-Tags-Adventisten, zwei Einwohner zur evangelisch-methodistischen Kirche und ein Einwohner zu einer anderen Konfession. 67 Einwohner waren konfessionslos und bei 16 Einwohnern wurde die Konfession nicht ermittelt.

## Bauwerke und Denkmäler
- römisch-katholische Annakirche aus dem Jahr 1791